# 미국 원주민

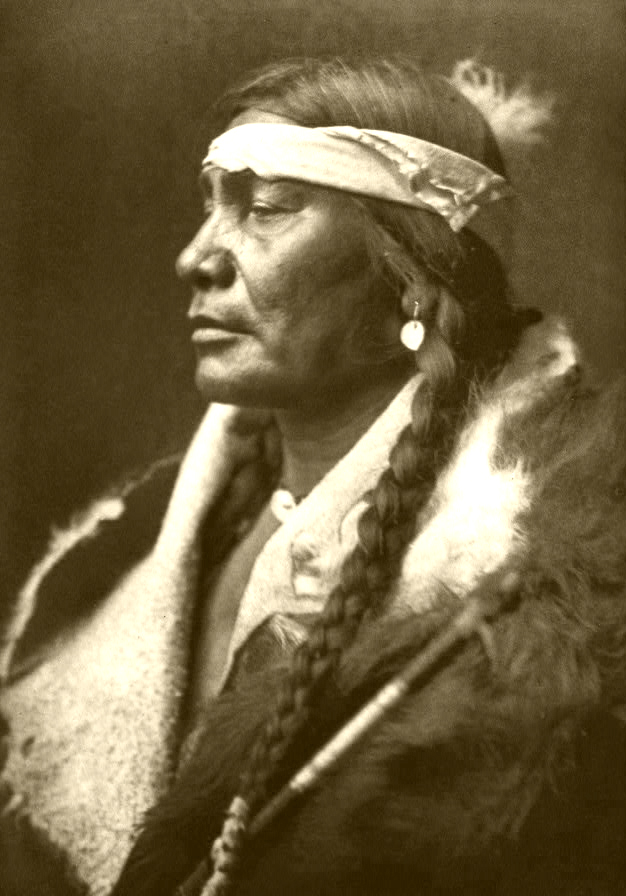
이름이 "앗시니보인 보이"인 앗시나족

미국 원주민(美國 原住民, 영어: Native Americans in the United States)들은 오늘날 미국에 거주하고 있는 아메리카 원주민, 그리고 이들의 현대 후손이다. 이 표현은 광범위한 부족, 국가, 민족을 포괄하며 이 중 많은 무리들은 오늘날에 정치적 공동체로 살아남았다. 미국의 2010년 공식 센서스 결과 원주민 인구는 293만 명-522만 명으로 조사되었다. 미국 인구조사에서는 "미국 원주민"이라는 용어에 아메리카 원주민 곧 미국 본토와 알래스카의 원주민만을 포함하고 있으며, 하와이인 등 태평양 지역의 원주민은 별도로 구분하고 있다.
오늘날 연방 측에서 공인하는 아메리카 원주민 부족은 574가지이며, 그 중 절반 가량에게는 각 부족의 자치권이 인정되는 인디언 보호구역이 할당되어 있다.
미국이 성립했을 때부터 원주민 부족들은 정부에 의해 독립적인 정체로 여겨졌고, 원주민들과의 협약도 사실상 국가 간의 조약과 같은 수준으로 취급되었다. 그러나 19세기 여러 차례의 입법을 통해 이들은 연방 법의 적용을 받는 미국 국내의 존재로 확정되었고, 다만 협약에 근거한 자치권은 인정받았다. 1924년 인디언 시민권 법이 통과됨에 따라 미국 내에서 태어난 모든 원주민 인구에게 미국 시민권이 부여되었다.

## 개요
미국 원주민은 원래 콜럼버스가 아메리카 대륙에 도달하기 전부터 그곳에 거주하고 있던 사람들이다. 즉, 말하자면 "1492년에 콜럼버스에 의하여 발견된 신대륙의 원주민"이라고 할 수 있겠다. 사실 원래부터 '인디언'이라는 이름을 갖고 있었던 것은 아니나, 콜럼버스가 그들이 살고 있었던 대륙인 아메리카를 인도인 줄로 잘못 알고 '인디오(스페인어로 인도인이라는 뜻)'이라고 불렀던 것에서부터 '인디언'이라는 유래되었다.
미국 원주민들을 인디언이라 부르는 것이 옳은지에 대해서는 때때로 논쟁이 인다. 한때, 미국의 메이저 리그의 속해있는 팀 중의 하나인 클리블랜드 인디언스의 '인디언'이라는 표현에 문제를 제기하는 사례도 있었다. 실제로 인디언은 콜럼버스가 아메리카를 인도로 착각해서 잘못 만들어진 말이고, 인도인과 아메리카 원주민은 고고학적으로나, 인류학적으로 전혀 관련이 없다. 대체로 미국을 비롯한 영어 사용국에서는 Native American이라는 말을 사용하고 있다. 이로 인해 미국 원주민들은 스스로 "인디언"이라는 명칭을 사용하지도 않으며, 그렇게 부르는 것을 좋아하지도 않는다고 잘못 알려져 있다. 그들은 자신들의 부족의 고유한 이름으로 그들을 불러주기를 원하지만 전 부족을 아우르는 마땅한 명칭이 없고 오랜기간 그렇게 불려왔기에 그다지 거부감이 없다. 오히려 스스로 인디언이라 부르는 경우가 많다. 오히려 일부 미국 원주민들은 'Native American'의 Native란 표현을 굉장히 싫어하는 경우도 있다. 이는 Native란 표현 자체가 유럽 이주민인 백인들 입장에서 바라 보는 것이기 때문이다. 미국 원주민들이 스스로를 부르는 명칭은 지역 및 세대마다 다른데, 기성 미국 원주민들은 스스로를 "인디언" 또는 "아메리칸 인디언"이라 부르는 경우가 많은 반면 젊은 미국 원주민들은 "토착민(영어: Indigenous)" 또는 "어보리진"이라 부르는 경우가 많다. 미국 원주민이란 용어는 역사적으로  하와이 원주민이나 알류트족, 유픽, 이누이트 등 알래스카 원주민은 포함하지 않는다. 한편 캐나다의 토착민들은 보통 퍼스트 네이션이라 부른다.
발견 당시의 인구는 아메리카 대륙 전체에 약 1,300만 명(일반적인 추정치는 최소 1,200만명~최대 3,000만명)이 있던 것으로 추정되며, 좀 더 상세히 말하면, 북아메리카에 100만 명, 중앙아메리카에 300만 명, 남아메리카에 900만 명이 살고 있었다고 여겨진다. 콜럼버스 이전 아메리카 대륙 인구에 대해서는 다양한 추정치가 있으나 최소의 수백만명설부터 최대 1억명설은 극단적인 주장으로 치부될 뿐이며, 대체적으로는 약 2,000만명~3,000만명설이 콜럼버스 이전 아메리카 인구에 대한 최근의 일반적인 통념이다.
16세기 이후에 일어난 유럽인의 침입은 그들의 급격한 인구 감소와 문화의 파괴를 초래했다. 그래서 지금에 이르러서는 '원주민 보호구역'이라는 것이 있는데, 이것마저도 점점 축소되어 일부 지역만이 보호구역으로 남아있다.
북아메리카의 원주민은 크게 미국 본토 원주민, 캐나다 원주민, 알래스카주 원주민 3종류로 나뉘는데, 이 가운데서 일반적으로 '미국 원주민'이라 하면 미국 본토의 원주민을 가리킨다. 미국령인 알래스카주의 원주민은 미국 본토와 지역적으로 멀어서 인종이 다소 다르고, DNA 구조의 유사점도 적다.

## 기원

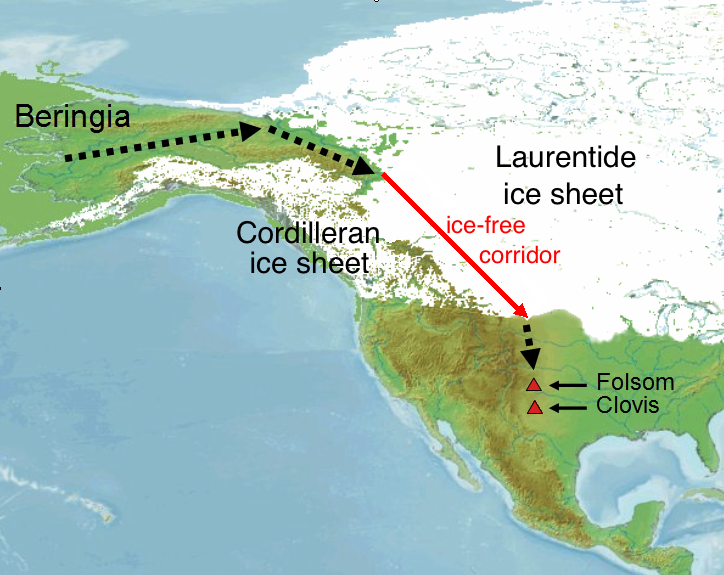
아메리카 원주민의 이주

고고학자들은 여러 증거에 의거하여 약 10,000~30,000년 전의 기간 동안 아메리카 대륙으로 인류의 이동이 지속되었다고 추정한다. 현재 아메리카 원주민의 조상들이 아메리카에 유입된 과정에 대한 학설은 여러가지가 있으나, 전적으로 아시아로부터 당시 육지였던 베링 해협을 지나 이주하였다는 가설이 유전자 등 증거에 의해 절대적인 지지를 얻어 정설이 되어 있다. 베링 육교설에 의하면 아메리카 원주민은 시베리아에서 베링 육교를 통해 아메리카 대륙으로 유입된 인구의 후손이며, 인류는 간헐적으로 계속 이 경로를 따라 여러 차례 나누어서 이주했을 것이고, 이 때 이주한 집단도 다양했다고 추정되고 있다.

## 현대

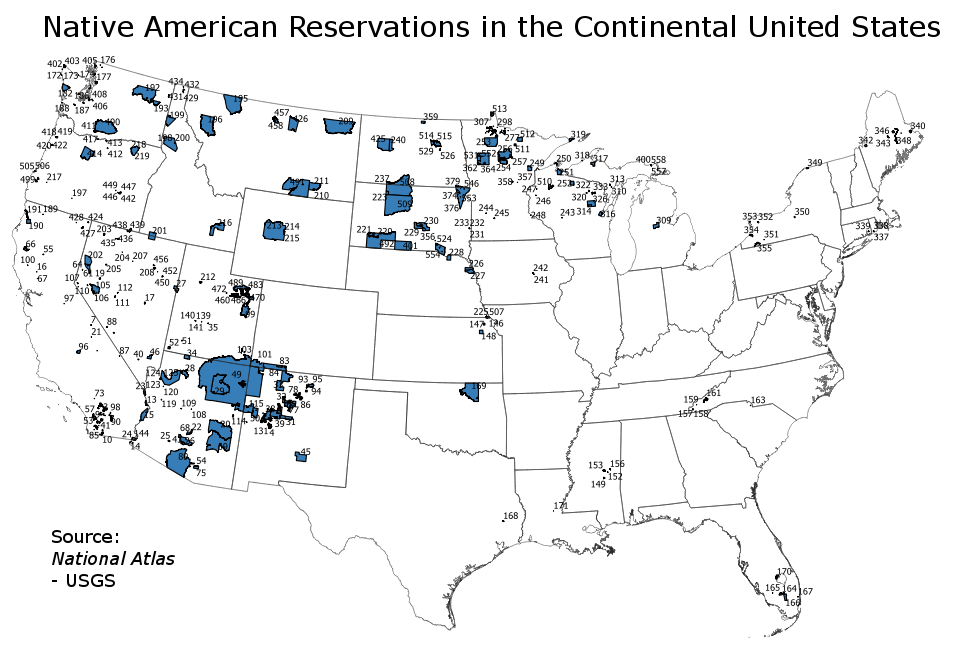
미국 본토 내의 원주민 보호구역들

### 원주민 보호구역
현대의 원주민들은 절대다수가 미국에 동화되었으나 현재도 원주민의 문화를 보존하는 보호구역이 존재한다. 원주민 보호구역은 미국전역에 310개소이며, 보호구역 면적은 한반도면적보다 넓은 225,410평방 킬로미터이다. 현재 미국 내 202종의 원주민 종족들이 존재한다. 원주민의 거의 대부분이 보호구역 시설 내에서 정부의 혜택으로 살아가고 있으며 학교는 전부 장학금으로 무료이며 나이든 계층은 소일거리로 지내고 있다. 거의 대부분 주정부가 이들에게 다른 혜택도 없이 시설 내에서 무료하게 지내도록 직업 알선 등은 하지 않은 상태이다. 일종의 고사 작전인데 규모가 큰 보호구역은 관광 상품화 시켜 관광수입으로 연명하는 곳도 있다. 그리하여 그들의 전통유지 같은 것은 거의 제대로 찾아보기가 어렵다. 현재 2008년 기준 150만 명 정도가 보호구역 내에서 거주하고 있으며, 이들 종족별 언어만 해도 총 170여종이나 된다.

## 미국 원주민의 생활
흔히 아메리카 원주민들은 원뿔형 천막집에 기거하고 말을 타고 버펄로를 사냥하며 생활했을 것이라고 생각하지만, 기후와 지형에 따라 부족, 음식, 의복, 주거, 예술 등이 매우 다양하다.
버펄로를 사냥하며 가죽으로 만든 원추형 천막에 사는 부족은 중부, 서부 평원지대에 사는 유목 부족이었다. 서부지역 부족들은 낚시와 사냥으로 생계를 이어갔으며, 숲에서 통나무를 잘라 집을 짓고 토템상을 만들었다. 동부 해안지대에 살았던 부족들은, 농사와 사냥, 식물 뿌리나 견과류를 채집하여 생활했으며, 나무껍질이나 나뭇잎으로 집을 지어 생활했다. 매우 뜨겁고 건조한 토지에 나무가 거의 없는 남서부 지역 주택들은 진흙벽돌로 집을 지었으며, 옥수수를 재배하고 사슴을 사냥하고 양을 기르며 생활했다.

### 미국 정부 원주민 과거사 사죄
미국 정부는 2010년에 미국 초기 정부가 원주민을 탄압하고 강제 이주 시킨 점에 사과하였다. 호주가 2007년에 원주민에 사과한 담화를 발표한 것보다 3년이나 늦었다. 2010년 샘 브라운백 공화당 상원의원은 워싱턴 D.C.의 의회묘지에서 진행된 원주민 부족 행사에서 미국 정부의 잘못된 정책 및 폭력행위에 대해 사과하는 내용의 결의안을 낭독했다. 이 결의안은 2004년부터 추진되어 왔으나, 2010년에 되어서야 오바마 대통령이 결의안에 서명했다.
그 내용은 크게 두 가지로, 과거 미국 정부에 의한 폭력, 탄압, 강제 이주로 점철된 역사를 사죄하고 원주민 자치구가 빈곤과 질병, 법의 보호로부터 방치된 부분들에 대해서 바로 잡겠다는 것이다. 원주민 자치주는 미국 법 효력이 발생하지 않아 마약, 폭력 문제가 많이 발생했는데 오래동안 방치되다 보니 많은 문제점이 발생하였다. 새로운 결의안에 따라 원주민 부족들이 자체적으로 범죄와 싸울 수 있는 권한이 확대되었다고 한다.

## 원주민 목록

### 미국 본토
- 체로키 Cherokee
- 블랙핏 Blackfeet
- 아파치 Apache
- 나바호 Navajo
- 수 Sioux
- 다코타 Dakota
- 라코타 Lakota
- 나코타 Nakota
- 샤이엔 Cheyenne
- 푸에블로 Pueblo
- 치카소 Chickasaw
- 촉토 Choctaw
- 세미놀 Seminole
- 치페와 Chippewa
- 콜빌 Colville
- 크리 Cree
- 크릭 Creek, 무스코기
- 크로우 Crow
- 델라웨어 Delaware
- 호무아 Houma
- 이로쿼이 Iroquois
- 카이오와 Kiowa
- 럼비 Lumbee
- 메노미니 Menominee
- 오사지 Osage
- 파이우트 Paiute
- 테니노 Tenino
- 와스코 Wasco
- 포타와토미 Potawatomi
- 살라시 Salish
- 쇼쇼니 Shoshone
- 파파코 Papago, 토호노 오오덤 Tohono O'Odham
- 유트 Ute
- 얘키모 Yakama, 얘키모 Yakima
- 클릭키탯 Klickitat
- 야키 Yaqui
- 유먼 Yuman
- 모히칸 Mohican
- 코만치 Comanche
- 세네카 Seneca
- 와이언도트 Wyandot
- 주니 Zuni
- 퐁카 Ponca

### 알래스카주
- 알류트족(Aleut)
- 에스키모(Eskimo): 유픽족과 이뉴잇족의 포괄 명칭이다.
  - 유픽(Yupik)
    - 알루티크족(Alutiiq)
    - 중앙 알래스카 유픽족(Central Alaskan Yupʼik)
    - 시베리아 유픽족(Siberian Yupik)

  - 이누이트(Inuit): 다양한 분파가 있으나 전통적 거주지가 알래스카 내에 있는 것은 이누피아트족 뿐이고 나머지는 캐나다와 그린란드에 분포한다.
    - 이누피아트족(Inupiat)
- 알래스카 애서배스카인: 캐나다 측에서는 데네인(Dene)이라고 한다.
  - 데나이나족(Denaʼina)
  - 아트나족(Athna)
  - 데그히탄족(Deg Xitʼan)
  - 홀리카추크족(Holikachuk)
  - 코유콘족(Koyukon)
  - 상류 쿠스코큄족(Upper Kuskokwim)
  - 타나나족(Tanana)
  - 타나크로스족(Tanacross)
  - 상류 타나나족(Upper Tanana)
  - 그위친족(Gwichʼin)
  - 핸족(Hän)
- 에야크족(Eyak)
- 하이다족(Haida)
- 틀링깃족(Tlingit)
- 침시안족(Tsimshian)

### 하와이, 사이판, 괌
많은 경우 미국 원주민(Native American)이라는 분류에 포함되지 않는다.
- 폴리네시아인, 하와이 원주민
- 차모로 Chamorro, 사이판, 괌 원주민

## 참고
- 미국 국립 아메리카 원주민 박물관
- Red Nation Celebration

## 같이 보기
- 아메리카 원주민
- 캐나다의 소수 민족